# Громов, Дмитрий (фигурист)
Дмитрий Громов (3 декабря 1967, Ленинград, РСФСР)— фигурист из СССР, серебряный призёр чемпионата СССР 1989 года, бронзовый призёр чемпионата СССР 1990 года, участник чемпионата мира 1989 года и чемпионата Европы 1989 года в мужском одиночном катании. Мастер спорта СССР.

## Спортивные достижения
| Соревнования/Сезоны | 1984-1985 | 1985-1986 | 1986-1987 | 1987-1988 | 1988-1989 | 1989-1990 |
| ------------------- | --------- | --------- | --------- | --------- | --------- | --------- |
| Чемпионаты мира     |           |           |           |           | 14        |           |
| Чемпионаты Европы   |           |           |           |           | 4         |           |
| Чемпионаты СССР     | 5         |           |           |           | 2         | 3         |
| Trophée de France   |           |           |           |           | 5         |           |
| NHK Trophy          |           |           |           | 5         |           |           |